# Wierzchomino
Wierzchomino (deutsch Varchmin) ist ein Dorf in der Landgemeinde Będzino (Alt Banzin) bei Koszalin (Köslin) in der polnischen Woiwodschaft Westpommern.

## Geographische Lage
Wierzchomino (Varchmin) liegt in Hinterpommern, etwa 5 Kilometer südlich von Będzino (Alt Banzin), 15 Kilometer westlich von Koszalin (Köslin) und 124 Kilometer nordöstlich der Metropole Szczecin (Stettin). Nachbardörfer sind Dobrzyca (Kordeshagen) im Nordwesten, Popowo (Poppenhagen) im Nordosten, Kraśnik Koszaliński (Kratzig) im Südosten und Warnino (Warnin) im Südwesten. Die nächste Bahnstation befindet sich in Będzino an der Bahnstrecke Koszalin–Goleniów (Köslin–Gollnow).

## Geschichte

Varchmin südwestlich der Stadt Köslin und östlich der Ostseestadt Kolberg auf einer Landkarte von 1910

Varchmin ist ein Kirchdorf, zu dem früher ein Rittergut der Familie von Kameke gehörte. Um 1410 war Peter von Kameke der Besitzer des Ritterguts. Anschließend befand sich das Gut etwa ein halbes Jahrtausend lang ununterbrochen im Besitz der Familie von Kameke.
Um da Jahr 1780 gab es in Varchmin drei Vorwerke, eine Wassermühle, eine Windmühle, eine Ziegelei, einen Prediger, einen Schulmeister, sieben Bauern, fünf Halbbauern, einen Predigerbauern, zwei Kossäten, einen Gasthof und 32 Feuerstellen (Haushalte). Um 1870 war Albert Maximilian von Kameke Eigentümer des Gutsbetriebs. Die Nationalsozialisten betrieben im Zweiten Weltkrieg die Enteignung der Familie von Kameke und brachten den regimekritischen Gutsherrn Alexander von Kameke 1944 in einem psychiatrischen Krankenhaus um.
Nachdem die Region gegen Ende des Zweiten Weltkriegs von der Roten Armee besetzt worden war, wurde sie zusammen mit ganz Hinterpommern unter polnische Verwaltung gestellt. Der deutsche Ort Varchmin erhielt nun den polnischen Namen Wierzchomino, und es  begann die Zuwanderung von Polen.  Die deutschen Einheimischen wurden aus ihren Häusern gedrängt und bis etwa 1947 von der örtlichen polnischen Verwaltungsbehörde aus Varchmin vertrieben.

## Söhne und Töchter des Ortes
- Alexander von Kameke (1825–1892), Generalleutnant
- Alexander von Kameke (1887–1944), Gutsbesitzer auf Varchminshagen, Opfer des Nationalsozialismus
- Max Schmechel (1892–1966), deutscher Architekt und Politiker (CSVD, CDU)

## Kirche

### Dorfkirche
Die Kirche stammte aus dem 18. Jahrhundert. Nach 1945 wurde das bisher evangelische Gotteshaus zugunsten der katholischen Kirche enteignet. Diese weihte es am 15. Juli 1946 und gab ihm den Namen der „Hl. Peter und Paul“ (św. Piotra i Pawła).

### Kirchengemeinde
Die Bevölkerung von Varchmin war vor 1945 fast ausnahmslos evangelischer Konfession. Varchmin war ein altes Kirchdorf. Erst in den 1930er Jahren wurde die Kirchengemeinde Varchmin mit den Orten Leistkenhagen, Sarge, Sydowswiese (heute polnisch: Żydówko) und  Varchminshagen (Wierzchominko) in das Kirchspiel Kordeshagen (Dobryzca) als Filialkirche integriert. Es lag im Kirchenkreis Köslin (Koszalin) der Kirche der Altpreußischen Union. Die Kirchengemeinde Varchmin zählte im Jahre 1940 mehr als 600 Gemeindeglieder von 2338 Gemeindegliedern im gesamten Kirchspiel. Letzter deutscher Geistlicher mit Amtssitz in Kordeshagen war Pfarrer Konstantin Sadde.
Seit 1945 ist die Einwohnerschaft von Wierzchomino überwiegend katholischer Konfession. Das Dorf bildet wieder eine selbständige Kirchengemeinde, die allerdings Filialgemeinde der Pfarrei in Dobrzyca (Kordeshagen) ist. Sie gehört zum Dekanat Mielno (Großmöllen) im Bistum Köslin-Kolberg der Katholischen Kirche in Polen.
Hier lebende evangelische Kirchenglieder sind dem Pfarramt „Zum Guten Hirten“ in Koszalin (Köslin) in der Diözese Pommern-Großpolen der Evangelisch-Augsburgischen Kirche in Polen zugeordnet.

### Pfarrer
Als evangelische Geistliche amtierten in der Kirchengemeinde Varchmin bis zu deren Eingliederung in das Kirchspiel Kordeshagen (zwischen 1831 und 1849 blieb das Pfarramt allerdings vakant und wurde vom Pfarrstelleninhaber in Bast (Łekno) verwaltet):
| - Gregorius Walther, bis 1594 - David Born - Adam Born, bis 1663 - Johann Joachim Schedler, 1664–1688 - Joachim Salzsieder, 1688–1694 - Daniel Friedrich Willich, bis 1714 - Paul Jakob Witte, 1714–1724 - Christian Emanuel Engelken, 1725–1730 - Johann Friedrich Schedler, 1730–1762 - Daniel Heinrich Reckzeh, 1763–1795 - Friedrich Gottlieb Redtel, 1796–1831 | - Heinrich Eduard Schmidt, 1849–1852 - August Friedrich Wilhelm Julius Platzer, 1852–1866 - Karl Moritz Reinhold Eschenbach, 1866–1867 - Ernst Friedrich Robert Schönberg, 1868–1874 - Franz Felix Gotthold Buchholz, 1874–1902 - Johann Heinrich Max Buchholz, 1902–1905 - Georg Karl Rudolf Platzer, 1905–1909 - Paul August Hoppe, 1910 bis ? |